# Zekelita ravalis
Zekelita ravalis är en fjärilsart som beskrevs av Herrich-Schäffer 1850/51. Zekelita ravalis ingår i släktet Zekelita och familjen nattflyn. Inga underarter finns listade i Catalogue of Life.